# Маслина Грънчарова
Маслина Димитрова Грънчарова-Иванова е българска просветна деятелка и революционерка, деятелка на Вътрешната македоно-одринска революционна организация.

## Биография
Маслина Грънчарова е родена през 1874 година в костурското село Загоричани, тогава в Османската империя. Завършва българската девическа гимназия в Солун и започва да преподава в българското училище в Димотика, където през 1895 година се присъединява към ВМОРО. След това учителства в Суровичево и Зелениче и изпълнява куриерски дейности за организацията. Заедно с учителката Елена Минасова извезва знамето на четата от Дъмбени, а сама извезва това на загориченската чета. През 1901 година се среща с Гоце Делчев в Загоричани. Арестувана е от турската власт и е заточена в Корча заедно с Манол Розов, Лазар Поптрайков и Павел Христов. След като излиза от затвора става секретар на Централната комисия и член на Костурския окръжен комитет на ВМОРО. Участва в Илинденско-Преображенското въстание от 1903 година и влиза в превзетото село Невеска. През август 1903 година е повторно арестувана. Според османските документи Маслина Йован, българка, православна, учителка, е обвинена в „даване на убежище на българските комитски бунтовници“ и е осъдена от Извънредния съд на 3 години каторга. Лежи в Битолския затвор. Амнистирана с общата амнистия от 12 април 1904 година.
След Балканската война е арестувана от новите гръцки власти и след освобождаването си емигрира в България. Преподава в село Пастух.
През ноември 1925 година е избрана за секретар на Костурското женско благотворително дружество. През 1928 година на втория редовен конгрес на Македонския женски съюз влиза в ръководното тяло на организацията като сътрудничка.
Умира през 1958 година. Оставя кратки спомени за революционното движение, където пише:
| „ | От 1890 г. до края на Илинденското въстание моята дейност се изразява в услуга на тези, които са носели пушки. Чети посрещахме, хляб носихме, на избягалите от Иванчовата афера къщи ангажирахме - да се скрият от нападение. Моята дейност, когато бях свободна, бе за други, не за мене... Преди Илинден станах центрова връзка между войводите и районните началници. Такава останах и занапред във всичкото наше Костурско... | “ |